# 张亚雄
张亚雄（1912年—2013年12月17日），原名张志学，字士心，陕西省三原县人。中国人民解放军开国大校。

## 生平
幼年就读三原县民治小学校、天津私立紫竹林华商公会小学校。1934年在洛阳加入高桂滋第84师，升任机枪排排长、营长。1940年任陕西省保安第九团团附兼第一大队大队长。
1946年8月秘密加入中国共产党，1946年10月参加横山起义加入人民军队。历任西北民主联军骑兵第六师第一团团长、中国人民解放军第四军第10师第28团团长，第12师参谋长。1950年随第12师改编入中国人民解放军公安部队，任司令部军务处长。1955年任公安军学院院务部部长。中国人民武装警察部队青海省总队总队长、中国人民公安部队干部学校副校长、第二炮兵学院副院长、第二炮兵学院顾问等职。
在第二炮兵武汉干休所正军职离休。